# Laki Mihály (közgazdász)
Laki Mihály (Budapest, 1946. február 8. –) magyar közgazdász, az MTA doktora, az MTA Közgazdaság-tudományi Bizottságának elnöke.

## Szakmai tevékenysége
1968-ban végzett a Marx Károly Közgazdasági Egyetem elméleti-tervezési szakán. 1996-ban lett a közgazdaságtudományok kandidátusa, majd 2007-ben az MTA doktora a közgazdaságtudomány témakörében.
Fő kutatási témái a vállalati magatartás, a privatizáció, az új vállalkozói réteg Magyarországon, a piacok átalakulása a rendszerváltás után.
1968-1982 között a Konjunktúra és Piackutató Intézetben, majd 1982-1989 között a Szövetkezeti Kutató Intézetben dolgozott. 1989-től az MTA Közgazdasági Kutató Intézetének tudományos főmunkatársa.
1983 tavaszán négy hónapon át az NSZK-beli Gießen egyetemén adta elő a „Kelet-európai reformok” című kurzusát. 1996 március-május között a University of California San Diego Department of Political Science
vendégprofesszora volt.
1990-1997 Az MTA Közgazdasági Bizottság tagja volt. 2012-ben már az MTA Közgazdaság-tudományi Bizottságának elnökeként jegyezte a Bizottság hivatalos tiltakozását a közgazdászképzés drasztikus, 95%-os csökkentése ellen.

## Tudományos publikációi
Számos tudományos publikációja közül példaképpen megemlíthető:
- Laki Mihály–Szalai Júlia: Vállalkozók vagy polgárok? A nagyvállalkozók gazdasági és társadalmi helyzetének ambivalenciái az ezredforduló Magyarországán. Osiris, 2004. 271 oldal[5]
- „Az erősek gyengesége” címmel tanulmányt írt a magyar gazdasági élet szereplőinek a kormányzattal kialakított viszonyáról a Magyar Bálint által szerkesztett, 2013 őszén megjelent Magyar polip című kötetbe.
- Hegedűs Zsuzsa –Laki Mihály: Alapvető fejlesztési döntések különböző szektorokhoz tartozó két kisvállalatnál; Szövetkezeti Kutató Intézet, Bp., 1976 (Közlemények Szövetkezeti Kutató Intézet)
- Az új termékek és eljárások bevezetésére ható környezeti tényezők és a vállalatok alkalmazkodási képessége; Konjunktúra- és Piackutató Intézet, Bp., 1977
- Új termékek bevezetése és a piaci alkalmazkodás; Közgazdasági és Jogi, Bp., 1979 (Időszerű közgazdasági kérdések)
- Év végi hajrá az iparban és a külkereskedelemben; Magvető, Bp., 1980 (Gyorsuló idő)
- Megszűnés és összevonás; Szövetkezeti Kutató Intézet, Bp., 1984 (Közlemények Szövetkezeti Kutató Intézet)
- Vállalatok megszűnése és összevonása; Közgazdasági és Jogi, Bp., 1983 (Időszerű közgazdasági kérdések)
- Tanulmányok a vállalati válságról; szerk. Laki Mihály; Szövetkezeti Kutató Intézet, Bp., 1987 (Közlemények Szövetkezeti Kutató Intézet)
- Mihály Laki–Júlia Szabadi–Ágnes Vajda: Participation and changes in property relations in post-communist societies. The Hungarian case; ATA, Bp., 1995
- Kisvállalkozás a szocializmus után; Közgazdasági Szemle Alapítvány, Bp., 1998
- Mindannyiunkban van valami közös. Lányi Kamilla születésnapjára; szerk. Laki Mihály, Pete Péter, Vince Péter; Kopint-Datorg Alapítvány–MTA Közgazdaságtudományi Kutatóközpont, Bp., 1999
- Laki Mihály–Szalai Júlia: Vállalkozók vagy polgárok? A nagyvállalkozók gazdasági és társadalmi helyzetének ambivalenciái az ezredforduló Magyarországán; Osiris, Bp., 2004
- Barátunk, Marci. Tardos Márton emlékére; összeáll. Laki Mihály; Pénzügykutató Rt., Bp., 2007
- A termék- és szolgáltatáspiacok átalakulása 1989 után; MTA KTI, Bp., 2011 (KTI könyvek)
- Laki Mihály–Nacsa Beáta–Neumann László: Az átalakuló munka világa. Az új Munka törvénykönyve bevezetésének kezdeti tapasztalatai; Liga Szakszervezetek, Bp., 2012 (Szakszervezeti kiskönyvtár)
- Laki Mihály–Szalai Júlia: Tíz évvel később. Magyar nagyvállalkozók európai környezetben; Közgazdasági Szemle Alapítvány, Bp., 2013 (angolul is)

## Szerkesztői tevékenység
- Acta Oeconomica 1984-től segédszerkesztő, 1989-1997 szerkesztőbizottsági tag
- Európa Fórum 1988-1996 szerkesztőbizottsági tag
- BUKSZ 1989-től szerkesztőbizottsági tag, 2000-től a szerkesztőbizottság elnöke
- Közgazdasági Szemle 1989-1997 szerkesztőbizottsági tag 2006-tól szerkesztőbizottsági tag
- Külgazdaság 1989-től szerkesztőbizottsági tag

## Elismerései
- Polányi Károly-díj 2005